# Michał Zielina
Michał Jan Zielina (ur. 1972) – profesor, specjalista z zakresu wodociągów i kanalizacji. Nauczyciel akademicki na Wydziale Inżynierii Środowiska i Energetyki Politechniki Krakowskiej.   

## Życiorys
W 1997 otrzymał dyplom magistra inżyniera  z inżynierii środowiska na Politechnice Krakowskiej. W 2002 obronił pracę doktorską napisaną pod kierunkiem prof. Wojciecha Dąbrowskiego. W 2013 na podstawie dorobku naukowego oraz rozprawy zatytułowanej Modelowanie procesów filtrowania zawiesin niejednorodnych w ośrodku porowatym habilitował się. W 2024 uzyskał tytuł profesora nauk inżynieryjno-technicznych. 
Pracuje na stanowisku profesora w Katedrze Wodociągów, Kanalizacji i Monitoringu Środowiska na Politechnice Krakowskiej. W latach 2011 i 2023 pracował jako profesor wizytujący na Uniwersytecie w Gifu w Japonii. Brał udział w 12 projektach badawczych.  
W latach 2016–2024 był członkiem Senatu Politechniki Krakowskiej. 